# Alfréd Jindra
Alfréd Jindra (n. 31 martie 1930, Praga, Cehoslovacia – d. 7 mai 2006, Praga, Cehia) a fost un canoist ce a reprezentat Cehoslovacia, medaliat olimpic. A participat la o ediție a Jocurilor Olimpice (1952) în care a câștigat o medalie de bronz.

## Participări
Lista de mai jos prezintă principalele competiții la care a participat Alfréd Jindra de-a lungul carierei.
- canoeing at the 1952 Summer Olympics – men's C-1 10000 metres[*]